# Bakunde Ilo Pablo
 (mai 2024).
La mise en forme du texte ne suit pas les recommandations de Wikipédia : il faut le « wikifier ».
Les points d'amélioration suivants sont les cas les plus fréquents. Le détail des points à revoir est peut-être précisé sur la page de discussion.
- Les titres sont pré-formatés par le logiciel. Ils ne sont ni en capitales, ni en gras.
- Le texte ne doit pas être écrit en capitales (les noms de famille non plus), ni en gras, ni en italique, ni en « petit »…
- Le gras n'est utilisé que pour surligner le titre de l'article dans l'introduction, une seule fois.
- L'italique est rarement utilisé : mots en langue étrangère, titres d'œuvres, noms de bateaux, etc.
- Les citations ne sont pas en italique mais en corps de texte normal. Elles sont entourées par des guillemets français : « et ».
- Les listes à puces sont à éviter, des paragraphes rédigés étant largement préférés. Les tableaux sont à réserver à la présentation de données structurées (résultats, etc.).
- Les appels de note de bas de page (petits chiffres en exposant, introduits par l'outil «  Source ») sont à placer entre la fin de phrase et le point final[comme ça].
- Les liens internes (vers d'autres articles de Wikipédia) sont à choisir avec parcimonie. Créez des liens vers des articles approfondissant le sujet. Les termes génériques sans rapport avec le sujet sont à éviter, ainsi que les répétitions de liens vers un même terme.
- Les liens externes sont à placer uniquement dans une section « Liens externes », à la fin de l'article. Ces liens sont à choisir avec parcimonie suivant les règles définies. Si un lien sert de source à l'article, son insertion dans le texte est à faire par les notes de bas de page.
- La présentation des références doit suivre les conventions bibliographiques. Il est recommandé d'utiliser les modèles {{Ouvrage}}, {{Chapitre}}, {{Article}}, {{Lien web}} et/ou {{Bibliographie}}. Le mode d'édition visuel peut mettre en forme automatiquement les références.
- Insérer une infobox (cadre d'informations à droite) n'est pas obligatoire pour parachever la mise en page.

Pour une aide détaillée, merci de consulter Aide:Wikification.
Si vous pensez que ces points ont été résolus, vous pouvez retirer ce bandeau et améliorer la mise en forme d'un autre article.
 (mai 2024).
Paul Bakunde Ilondjoko, connu sous le nom de Bakunde Ilo Pablo, était un batteur, musicien et compositeur congolais né le 5 janvier 1951 à Léopoldville (Congo belge) et décédé le 20 septembre 2011 à Kinshasa. Il fut connu pour être membre de longue date de Zaïko Langa Langa. Son jeu de batterie se caractérisait par sa puissance de frappe et sa maîtrise du charleston.

## Biographie

### Enfance, jeunesse et débuts musicaux: 1951 – 1974
Paul Bakunde Ilondjoko est né le 5 janvier 1951 à Kinshasa (alors appelée Léopoldville) au Congo belge. Il a fréquenté l'école primaire à l'école Sainte-Marie de la commune de Lingwala. Il fait ses études secondaires à l'Athénée de la Gombe (alors appelé Kalina).
L'intérêt d'Ilo Pablo pour la musique s'est épanoui, avec une fascination pour le jazz et la musique pop au cours de ses années de formation et grâce à sa découverte des artistes comme Johnny Hallyday et Claude François. Ses débuts dans la composition musicale ont eu lieu en 1965 avec sa chanson Oiseau de l'amour, inspirée d'une expérience romantique personnelle. Malgré son intérêt pour le jazz et la pop, il se tourne vers la musique congolaise en 1971, poussé par une invitation à rejoindre l'orchestre Les Corsaires par son ami Oscar Diabanza. Par la suite, il évolue au sein de divers groupes musicaux, dont Chem Chem Yetu et Orchestre Stukas, où il sort son premier single, Mangenge.

### Carrière chez Zaïko Langa Langa: 1974 – 1988
En 1974, il rejoint Zaïko Langa Langa pour remplacer Meridjo Belobi, leur batteur principal, emprisonné à Ekafela. Ils ont partagé le poste après sa libération. Il les avait connus bien avant, répétant avec leur guitariste Mbuta Matima lorsqu'il faisait partie de la section pop du groupe. Sa première chanson avec le groupe, Ndonge, enregistrée au studio d'enregistrement de Johnny Bokelo  et sortie en octobre 1974, est devenue un succès monumental, marquant le début d'une carrière florissante. Les sorties ultérieures telles que Ando, Eboza, Mangobo, Feti et Matata ont solidifié sa stature d’auteur-compositeur distingué au sein du groupe.
En 1978, il fait partie de la délégation des musiciens de Zaïko Langa Langa lors de la première tournée européenne du groupe, à l'invitation de la JMPR (Jeunesse du Mouvement Populaire de Révolution). Ilo Pablo brille en 1984 avec la sortie de son premier album solo, Rencontre, avec Bozi Boziana au chant. Cet album présentait Azo, une interprétation en studio de sa composition initiale, Oiseau de l'amour. En 1985, aux côtés de Meridjo Belobi, Pablo a été le pionnier de la technique du double drumming dans la rumba congolaise.
Le mois de mai 1988 a été témoin d'un conflit de leadership au sein du Zaïko Langa Langa qui a conduit à la formation du Zaïko Langa Langa Familia Dei, avec Bakunde Ilo Pablo comme membre éminent. Leur premier album éponyme, sorti en décembre 1989, présentait le tube classique L'oiseau rare, une autre interprétation de la première composition de Pablo, qui a remporté une renommée internationale. Parallèlement, il devient président de l'UMUZA (Union des musiciens zaïrois), succédant à Franco Luambo après son décès.

### Retraite et décès: 1989 – 2011
Tout au long des années 1990, Ilo Pablo continue à sortir des albums solo tels que Songa Fiele (1990) et Kenya Safari (1991). Ses contributions se poursuivent au sein de Zaïko Langa Langa Familia Dei, avec des compositions comme le titre éponyme de l'album Au Revoir Prince (1991) et Les Riches et Les Pauvres (1992) de leur troisième album Bako Bandela.
En 1994, Bakunde Ilo Pablo se retire de la scène musicale, se réorientant vers d'autres activités. Cependant, il a ensuite commencé à animer une émission de radio intitulée « Bana Léo ».
Il est décédé dans la matinée du 20 septembre 2011 à l'âge de 60 ans à Kinshasa, à la polyclinique Candeur de la commune de Limete,.

## Discographie

### Albums solos
- 1984 : Rencontre
- 1990 : Songa Fiele
- 1991 : Kenya Safari

### En tant que membre de groupe

#### Zaïko Langa Langa
- 1976 : Plaisir de l'Ouest Afrique (double album)
- 1980 : Tangi, Avis
- 1982 : Nkolo Mboka (double album)
- 1983 : L'Orchestre de tous les âges
- 1983 : Muvaro / Etape
- 1984 : On Gagne le Procès
- 1984 : Tout-Choc Anti-Choc Zaïko Langa Langa en Europe
- 1985 : Zaïko Eyi Nkisi
- 1985 : Tala Modèle Échanger
- 1986 : Eh Ngoss ! Eh Ngoss ! Eh Ngoss !
- 1986 : Pusa Kuna... Serrez Serrez!
- 1986 : Nippon Banzai
- 1987 : Papa Omar
- 1987 : Subissez les Conséquences

#### Zaïko Langa Langa Familia Dei
- 1989 : Zaïko Langa Langa FD (souvent nommé L'Oiseau Rare)
- 1991 : Au Revoir Prince
- 1992 : Bako Bandela